# Montserrat Torrent i Serra
Montserrat Torrent i Serra (Barcelona, 17 de abril de 1926) es una organista española. Ha sido reconocida con el Premio Nacional de Música 2021, modalidad de Interpretación, que concede anualmente el Ministerio de Cultura y Deporte de España.

## Biografía
Nació en 1926 en la ciudad de Barcelona. A temprana edad, inició su formación musical en el piano bajo la dirección de su madre, Ángela Serra, discípula de Enrique Granados. Inició sus estudios en la Escuela Marshall y los finalizó en el Conservatorio Superior Municipal de Música de Barcelona. Posteriormente amplió sus estudios en París (con Nöelie Pierront), gracias a una beca del Instituto Francés; y en Siena (con Ferdinando Germani y Helmuth Rilling), becada por la Fundación Juan March.

## Actividad musical
Nombrada catedrática de órgano del Conservatorio Municipal de Barcelona, inició su actividad docente y concertística realizando un buen número de conciertos por toda Europa, Norteamérica y Sudamérica, con especial interés en la recuperación del órgano como instrumento musical popular.
En 1962 fundó la asociación Amics de l'Orgue (amigos del órgano), con la finalidad de divulgar la música para este instrumento y para conservar los órganos históricos. También colaboró con Ars Musicae de Barcelona, grupo pionero dedicado a la interpretación con criterios históricos.

## Actividad docente
Aparte de su actividad como intérprete, ejerció la docencia en el Conservatorio Superior Municipal de Música de Barcelona, ocupando la plaza de catedrática de órgano hasta su jubilación. También fue profesora en el Conservatorio Municipal de Badalona. Estudiaron con ella: María Teresa Martínez, Josep Maria Mas Bonet, Jordi Alcaraz, Jordi Vergés, María Nacy (actual profesora de órgano del conservatorio de Barcelona) y Salvador Mas, entre otros.
A la edad de 95 años está preparando la publicación de las últimas grabaciones de su monumental integral de la obra del compositor  Francisco Correa de Arauxo, y la construcción del órgano de la iglesia de san Felipe Neri (Barcelona), destruido durante la guerra civil española.

## Premios y reconocimientos
Montserrat Torrent ha sido galardonada con las siguientes distinciones:
- Grand Prix du Disque "Charles Cross" por el disco dedicado a Cabanilles (1965).
- Creu de Sant Jordi del Gobierno de la Generalidad de Cataluña (1995).
- Académica Correspondiente de la Real Academia de Bellas Artes de Granada (1995).
- Medalla de Plata del Mérito Artístico de Bellas Artes del Ministerio de Cultura (1996).
- Premio Nacional de Música (1996).
- Medalla de Oro al Mérito Artístico del Ayuntamiento de Barcelona (1997).
- Medalla del Real Conservatorio de Música de Madrid (2001).
- Medalla del Mérito al Trabajo "Francesc Macià" de la Generalidad de Cataluña (2001)
- Doctora Honoris Causa por la Universidad Autónoma de Barcelona (2008).
- Académica de Honor de la Real Academia de Bellas Artes de Granada (2018).
- El 20 de octubre de 2018 recibió un homenaje en el Auditorio Nacional. En el concierto convocados por el Centro Nacional de Difusión Musical ha participado en su doble condición de intérprete y de maestra del resto de los organistas participantes.[2]
- Premio Nacional de Música 2021 en la modalidad de interpretación, otorgados por el Ministerio de Cultura y Deporte de España.[3][4]

## Participaciones
- Cursos universitarios "Música en Compostela".
- Academia "Fray Joseph de Echevarría".
- Academia Internacional de Órgano de Granada.
- Cursos Internacionales de Salamanca.
- Cursos Internacionales de Campos y Ciudadela (Baleares).
- Cursos Internacionales de Haarlem (Holanda).
- Clases magistrales en varias Universidades de Estados Unidos y Canadá.
- Clases magistrales en Francia, Italia, Alemania, Suecia, Finlandia e Inglaterra.

## Discografía
- L'orgue del Vendrell (1965)
- Joan Cabanilles · Orgelwerk (1965)
- L'orgue de Maó (1967)
- Hispaniae Musica (1968)
- Música de la cort: segle XVI (1970)
- Obres per a orgue: Família Cabezón (1970)
- Música orgánica española de los siglos XVI y XVII (1970)
- Portugaliae musica (1971)
- Joan Cabanilles · Orgues de Mallorca (1975)
- Música española en el órgano de Mahón (1977)
- Montserrat Torrent en el órgano de la Bien Aparecida (1978)
- Órgano de Santa María de Badalona (1985)
- Organ Recital (1990)
- Libro de Tientos y discursos de música práctica, y teórica para Órgano Vol. I (1991)
- Libro de Tientos y discursos de música práctica, y teórica para Órgano Vol. II (1992)
- Música Catalana II (1992)
- Compositors catalans siglo XVI-XIX (1994)
- P. Antòni Soler - 6 concerts per a dos teclats (1995)
- MONTSERRAT TORRENT PLAYS THE GREAT ORGAN OF BARCELONA CATHEDRAL (1995)
- Les Llibertats d'orgue del cicle de Nadal (1995)
- Libro de Tientos y discursos de música práctica, y teórica para Órgano Vol. III (1996)
- L'esplendorós barroc (1997)
- Libro de Tientos y discursos de música práctica, y teórica para Órgano Vol. IV (1999)
- El Órgano en el Camino de Santiago (1999)
- Tientos Y Variaciones Siglos XVI-XVII (1999)
- L'orgue A Catalunya Història i actualitat (2000)
- Antología de organistas aragoneses del siglo XVII (2001)
- EL ORGANO DE SAN JUAN EL REAL DE CALATAYUD (2001)
- MAESTROS DE CAPILLA DEL MONASTERIO DE S. LORENZO EL REAL DEL ESCORIAL Antología Vol. 1 Música para órgano (siglo XVII) (2001)
- Antología Vol. 2 Música para órgano (siglo XVIII) P. Antonio Soler. Integral de órgano, I (2003)
- Antología Vol.3 Música para órgano (siglo XVIII) P. Antonio Soler. Integral de órgano, II (2003)
- El órgano de la iglesia del Salvador de Leganés (2005)
- Els sons de la història. Orgue de Bañalbufar (2006)
- EL ÓRGANO DEL MONASTERIO DE SANTA MARÍA DE LAS HUELGAS DE VALLADOLID (2007)
- Aetheri Ignes (2011)